# The Giving Pledge
The Giving Pledge, en español "La Promesa de Dar", es una campaña filantrópica iniciada en junio de 2010 por los multimillonarios estadounidenses Warren Buffett y Bill Gates. La página web oficial comienza con “es un esfuerzo para invitar a las personas y familias más adineradas de América a que se comprometan a donar la mayor parte de su fortuna con fines filantrópicos.”
En agosto de 2010, 40 multimillonarios estadounidenses se adhirieron a la campaña y se comprometieron a ceder al menos el 50 % de sus fortunas con fines benéficos. Entre aquellos que se han adherido a la campaña se encuentran Michael Bloomberg, Tom Steyer, Ted Turner y Barry Diller.  Además, Larry Ellison fundador de Oracle Corporation, Hasso Plattner fundador de SAP SE, Sanford I. Weill antiguo director ejecutivo de Citigroup, Pierre Omidyar fundador de eBay, el hotelero Barron Hilton, el empresario David Rockefeller y el cineasta George Lucas participan en la campaña. Adhiriéndose a la campaña la cantidad combinada alcanza los 125 mil millones de dólares.  Según la campaña, la donación puede hacerse efectiva en vida o en el momento de la defunción. La campaña es una promesa moral más que un contrato legal.  Buffet declaró que se iba a encontrar con millonarios de la India y de China para hablar sobre filantropía, y dijo que espera que el movimiento de generosidad se extienda. Comentó que "Esperamos que Estados Unidos, la sociedad más generosa de la Tierra, se vuelva aún más generosa con el paso del tiempo."